# Walraven van Hall
Walraven (Wally) van Hall (Amsterdam, 10 februari 1906 – Haarlem, 12 februari 1945) was een Nederlands bankier en verzetsstrijder tijdens de Tweede Wereldoorlog.

## Persoon
Walraven van Hall werd geboren in Amsterdam als zesde kind van de bankier Adriaan Floris van Hall en Petronella Johanna Boissevain. Hij was een jongere broer van de latere Amsterdamse burgemeester Gijs van Hall. De eerste jaren volgde hij privéonderwijs, waarna hij de lagere school aan de Keizersgracht bezocht. Hierna volgde Walraven onderwijs aan het Amsterdams Lyceum en later het Kennemer Lyceum. Daarna studeerde hij vanaf 1922 aan de zeevaartschool Willem Barentsz te West-Terschelling.
Hij studeerde in 1925 af als leerling-stuurman en werd in dienst genomen bij de Koninklijke Hollandsche Lloyd. In 1929 werd hij op zijn gezichtsvermogen afgekeurd. Hij hoopte hierna te gaan werken bij een scheepvaartmaatschappij in de Verenigde Staten. De uitgebroken economische crisis verhinderde dit echter. Zijn broer Gijs hielp hem aan een baan bij een bank in New York. Begin 1931 keerde Walraven terug naar Nederland, waar hij in Zutphen bankdirecteur werd bij Oyens en Van Eeghen, dezelfde bank als zijn vader. Op 1 maart 1932 trouwde Van Hall met Tilly den Tex. In het voorjaar van 1940 werd hij effectenhandelaar en later firmant in Zaandam bij de bankiers- en effectenfirma Wed. J. Veltrup en Zoon.

## Oorlogsjaren

### Verzetswerk
Tijdens de Tweede Wereldoorlog kwam Van Hall bij het steunfonds voor zeemansgezinnen, de Zeemanspot, die was opgericht door kapitein Abraham Filippo, gezagvoerder bij de Holland-Amerika Lijn. Ook daarvóór was hij al actief in het verzet. Van Hall zamelde na de Februaristaking geld in voor de gezinnen die door arrestatie of ontslag hun kostwinner hadden verloren. Hij was een enthousiaste medewerker bij de oprichting van plaatselijke hulpcomités die waren bedoeld voor de financiële ondersteuning van gezinnen van zeelieden die voeren voor de Nederlandse regering in ballingschap. Begin 1942 werd Van Hall opgenomen in het bestuur van de Zeemanspot. In het verzet werkte hij nauw samen met zijn vijftien jaar oudere collega Iman Jacob van den Bosch en zijn eigen broer Gijs van Hall.

### Nationaal Steunfonds
Van den Bosch en Van Hall richtten met anderen in juni 1943 het Nationaal Steunfonds (NSF) op, waarover zij met anderen de leiding kregen. Het NSF hield zich onder meer bezig met de financiële ondersteuning van (gezinnen van) onderduikers en verzetsorganisaties. In de nacht van 11 op 12 januari 1944 worden de geheim agenten Harm Steen en Josephus Adriaansen per parachute neergelaten boven Noord-Brabant. Ze hebben 120.000,00 gulden kasgeld en 30 miljoen gulden in de vorm van een bankgarantie van de Nederlandse regering bij zich. Dit als financiële steun voor het Nationale Steunfonds. Deze verzetsorganisatie kende 2000 medewerkers, werkte nauw samen met de regering in Londen en kreeg de bijnaam "Bank van het verzet". Het NSF heeft veel voordeel gehad van Van Halls beurs- en bankkennis. Door een aantal trucs wist hij veel financiële middelen te vergaren voor het Nationaal Steunfonds. Van Hall benaderde bijvoorbeeld twaalf Nederlandse banken met de vraag of zij geld wilden lenen aan het NSF. Tien van hen deden dit. Zij leenden ieder 200.000 gulden aan het NSF.

### Bankfraude
De gebroeders Van Hall bedachten ook "de grootste bankfraude uit de Nederlandse geschiedenis". Daarbij werden, persoonlijk door kassier-generaal Cornelis Wilhelmus Ritter van De Nederlandsche Bank, met medeweten van de regering in Londen, in deze bank opgeslagen schatkistpromessen van de Rijkspostspaarbank ter waarde van 51 miljoen gulden, van september 1944 tot mei 1945 in 15 etappes omgeruild voor vervalsingen. Deze promessen werden vervolgens weer omgeruild voor schatkistpapieren van de Kas-Vereeniging (een Amsterdamse bank). Deze konden voor contant geld worden omgewisseld door te fingeren dat het geld was bedoeld voor het uitkeren van wachtgeld aan personeel van fabrieken die door de oorlog niet meer konden draaien.
Dit gebeurde in samenwerking met Frans den Hollander, die leiding gaf aan het betreffende (legale) wachtgeldfonds.
De directie van die bank stond op dat moment onder leiding van de NSB'er Meinoud Rost van Tonningen.

### Landelijk Werkcomité
Van Hall poogde, in opdracht van de Nederlandse regering, de sterk verzuilde Nederlandse verzetsgroepen beter te laten samenwerken. Mede door zijn goede onderhandelingscapaciteiten (daarom werd hij de olieman genoemd), slaagde hij hier gedeeltelijk in. Zo wist Van Hall een periodiek overleg tot stand te brengen tussen de leidinggevenden van de belangrijkste Nederlandse verzetsorganisaties. Dit overleg zou later worden aangeduid als het Landelijk Werkcomité.
Van Hall was in oktober 1944 ook betrokken bij de oprichting van de Stichting 1940-1945. Hij had ook een belangrijke rol bij de totstandkoming van de Binnenlandse Strijdkrachten. Hij zorgde er onder meer voor dat de betrokken (gewapende) verzetsgroepen bereid waren om een deel van hun macht over te dragen aan deze organisatie. Het illegale werk putte Van Hall uit. Ondanks dat de hoge positie in het verzet hem voordelen (bijvoorbeeld extra voedsel) bood, weigerde hij hier gebruik van te maken.

### Arrestatie en executie
Door verraad van Johan van Lom werd op 26 januari 1945 Teus van Vliet opgepakt, lid van de Landelijke Organisatie voor Hulp aan Onderduikers. Van Vliet vertelde de Duitsers dat er de volgende dag een NSF vergadering zou plaatsvinden van het Landelijk Werkcomité. Op 27 januari 1945 werden alle deelnemers aan deze vergadering, onder wie Van Hall, door de nazi’s opgepakt en gevangengezet in het Huis van Bewaring in Amsterdam. De Duitsers wisten in eerste instantie niet precies wie zij in handen hadden. Zij kenden de grote financier van het Nederlandse verzet alleen onder zijn schuilnaam Van Tuyl. Later achterhaalden zij dat Van Hall en Van Tuyl dezelfde persoon waren. Hierna werd hij op een lijst met Todeskandidaten geplaatst. Hij werd verhoord, maar hield zijn lippen op elkaar. 
Op 12 februari 1945 werd Van Hall, samen met zeven anderen, onder wie Hendrik Roelof de Jong, als represaille gefusilleerd bij de Jan Gijzenbrug in Haarlem. Zijn lichaam werd na de oorlog herbegraven in vak 35 van de Eerebegraafplaats Bloemendaal.
Hij liet zijn vrouw en drie kinderen achter.

## Schuilnamen
Wally van Hall gebruikte verschillende schuilnamen, waaronder Van Tuyl, Barends, oom Piet en zijn bekendste: de Olieman.

## Eerbetoon

### Onderscheidingen
Van Hall werd postuum onderscheiden met het Verzetskruis per Koninklijk Besluit van 7 mei 1946 en door de Verenigde Staten met de Medal of Freedom with Gold Palm te Den Haag op 8 april 1953. 
In de Verzetswijk in Almere is een straat vernoemd naar Van Hall, ter ere van zijn bijdrage aan het verzet.

### Monumenten
In 1949 werd een plaquette onthuld voor Walraven van Hall, aan het Beursplein in Amsterdam. In 1950 werd het Verzetsmonument Haarlem onthuld met de vermelding van de geëxecuteerden. In 2010 werd voor het kantoor van De Nederlandsche Bank in Amsterdam het Monument Walraven van Hall onthuld. Het monument naar ontwerp van Fernando Sánchez Castillo is een gevallen boom uitgevoerd in brons. In 2020 werd op de plek van zijn voormalige Zaandamse woning (Westzijde 42) een in baksteen uitgevoerd citaat van een BS-secretaresse aangebracht: "Als Wally binnenkwam was iedereen in vijf minuten gelukkig."

### Film
Over het verzetsverleden van Walraven van Hall en zijn broer Gijs van Hall is in 2018 een gedramatiseerde bioscoopfilm gemaakt onder de titel Bankier van het verzet. De rol van Walraven van Hall wordt vertolkt door Barry Atsma. Volgens een artikel in Vrij Nederland kent de film ernstige historische tekortkomingen.

## Trivia
Lou de Jong betitelt Van Hall als een van de centrale figuren in de Nederlandse illegaliteit, eigenlijk de enige op wie het begrip 'centrale figuur' volledig van toepassing was.
In 2023 werd in het privé-archief van schrijfster Hilda van Stockum een groot aantal brieven gevonden van mensen die actief waren in het Nederlandse verzet, onder wie haar neef Walraven van Hall.